# Vidarbha

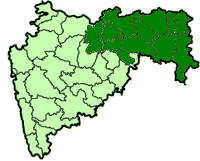
Vidarbha, efter de distriktsgränser som gäller idag

Vidarbha (marathi: विदर्भ) är ett landskap i nordvästra delen av indiska delstaten Maharashtra, bestående av distrikten Nagpur och Amravati. Det är också namnet på ett närmast mytiskt kungarike i södra Indien.